# Mesochra parva
Mesochra parva är en kräftdjursart som beskrevs av Thompson 1946. Mesochra parva ingår i släktet Mesochra och familjen Canthocamptidae. Inga underarter finns listade i Catalogue of Life.